# Sobralia virginalis
Sobralia virginalis är en orkidéart som beskrevs av Peeters och Célestin Alfred Cogniaux. Sobralia virginalis ingår i släktet Sobralia och familjen orkidéer.
Artens utbredningsområde är Colombia. Inga underarter finns listade i Catalogue of Life.